# マックス・マンシー (2002年生の内野手)
マックスウェル・プライス・マンシー（Maxwell Price Muncy, 2002年8月25日 - ）は、アメリカ合衆国カリフォルニア州カマリロ出身のプロ野球選手（遊撃手）。右投右打。MLBのアスレチックス所属。
ロサンゼルス・ドジャース所属のマックス・マンシーと同姓同名で誕生日も同じだが、血縁関係はない。

## 経歴
2021年のMLBドラフト1巡目（全体25位）でオークランド・アスレチックスから指名されプロ入り。契約金は285万ドル。同姓同名のマックス・マンシーもかつてアスレチックスから指名されていたことから、ドラフト当日は話題となった。
2025年は開幕ロースターに抜擢され、3月27日の開幕戦であるシアトル・マリナーズ戦で「8番・二塁手」としてメジャーデビューを果たした。

## 詳細情報

### 背番号
- 10（2025年 - ）